# Solbergelva
Solbergelva este o localitate din comuna Nedre Eiker, provincia Buskerud, Norvegia, cu o populație de 5.500 locuitori (2013).